# Соломина, Ольга Николаевна
О́льга Никола́евна Соло́мина (род. 21 декабря 1956, Москва) — советский и российский гляциолог и палеоклиматолог, специалист в области количественных реконструкций климата высокого разрешения, член-корреспондент РАН (2003). Директор Института географии РАН (с 2015), член экспертного совета национальной премии «Хрустальный компас» . Доктор географических наук, профессор.

## Биография
В 1981 году окончила вечернее отделение исторического факультета МГУ.
В 1987 году защитила кандидатскую[уточнить], а в 1998 году — докторскую диссертации[уточнить].
С 1977 года работает в отделе гляциологии Института географии АН СССР (с 1991 года — РАН).
С 2015 года — директор Института географии РАН. Переизбрана на второй срок в 2020 году.
С 2003 года — член-корреспондент РАН, по секции океанологии, физики атмосферы и географии.
С 2014 года — профессор Томского государственного университета.
С 2019 года — научный руководитель факультета географии и геоинформационных технологий НИУ ВШЭ.
С 2020 года — член Учёного совета Русского географического общества.
Ведущий автор 4-го и 5-го Оценочных докладов МГЭИК, автор-контрибьютор Шестого оценочного доклада (работала над материалом по истории горных ледников).
Научные интересы: палеоклиматология, колебания ледников в голоцене, древесно-кольцевой анализ, датирование морен, реконструкция стихийно-разрушительных процессов в горах.
Районы работ охватывают Кавказ, Тянь-Шань, Алтай, Крым, Урал, Дальний Восток, Арктика и Антарктика, Русская равнина.
Член Межправительственной группы экспертов по изменению климата, которой в 2007 году была присуждена Нобелевская премия мира.

## Общественная позиция
В феврале 2022 года подписала открытое письмо российских учёных и научных журналистов с осуждением вторжения России на Украину и призывом вывести российские войска с украинской территории.

## Награды и премии
- Russian Highly Cited Researchers Award (2017)
- Премия «Cosmopolitan. Сила в женщине» в номинации «Наука» (2019)[источник не указан 2020 дней]

## Членство в организациях
Членство в научных обществах и экспертных советах:
- Председатель Национального Комитета РАН «Будущее Земли»[4]
- Член Российского национального комитета Международного географического союза[источник не указан 2020 дней]
- Вице-президент Международной геосферно-биосферной программы[источник не указан 2020 дней]
- Вице-президент Международной ассоциации криосферных наук[3]
- Член экспертного совета национальной премии «Хрустальный компас»[10]
- Член Комиссии по изучению четвертичного периода[11].